# Adaeze Yobo
Adaeze Yobo, nata Adaeze Stephanie Chinenye Igwe (14 aprile 1990), è una modella nigeriana, eletta Miss Nigeria nel 2008.

## Biografia
Ha perseguito il suo sogno d'infanzia rappresentando Anambra al concorso MBGN con altre 29 ragazze. Come Ann Suinner prima di lei, le è stata diagnosticata l'Anemia drepanocitica. Oltre a vincere cinque milioni di naira, una vettura Hyundai e contratti di sponsorizzazione, ha rappresentato la Nigeria a Miss Mondo 2008 in Sudafrica. È stata tra le primi venti a Miss World Talent e si è classificata seconda a Miss World Sports.
Durante l'anno in cui è stata Miss Nigeria, Yobo ha fondato l'organizzazione benefica The Adaeze Igwe Foundation, un'organizzazione che promuove la consapevolezza dell'AIDS e del cancro al seno e raccoglie fondi per cause simili, tra cui la malaria e la tubercolosi. La sua missione era "creare e aumentare l'accesso e le opportunità ai giovani e alle comunità nigeriane per affrontare i [loro] bisogni e sfide in relazione alla salute e allo sviluppo sostenibile"
. Ha frequentato un breve corso presso la New York Film Academy.
Nel 2010, ha sposato il giocatore del Fenerbahçe SK Joseph Yobo in una cerimonia di mezzanotte tenuta a Jos e sono i genitori di due figli.
Nel 2011 è stata inclusa in una lista delle più attraenti 100 mogli e fidanzate dei calciatori compilata da Bleacher Report e nel 2014 è stata nominata la quarta più bella moglie di uno sportivo africano.